# سیارک ۱۹۳۸
سیارک ۱۹۳۸ (به انگلیسی: 1938 Lausanna، نامگذاری:1974HC) هزار و نهصد و سی و هشتمین سیارک کشف شده‌است که در ۱۹ آوریل ۱۹۷۴ کشف شد.
قدر مطلق سیارک برابر ۱۳٫۰۰ است.